# 13493 Lockwood
13493 Lockwood eller 1985 PT är en asteroid i huvudbältet som upptäcktes den 14 augusti 1985 av den amerikanske astronomen Edward L.G. Bowell vid Anderson Mesa Station. Den är uppkallad efter astronomen George W. Lockwood.
Asteroiden har en diameter på ungefär 11 kilometer och den tillhör asteroidgruppen Adeona.